# 一関シネプラザ
一関シネプラザ（いちのせきシネプラザ）は、岩手県一関市磐井町2丁目13に所在する2スクリーンの映画館。2024年時点で一関市唯一の映画館である。

## 歴史
前身は1949年（昭和24年）7月開業の新星映画劇場。同市に本社を置く酒造メーカーの世嬉の一酒造（せきのいちしゅぞう）の製品倉庫を改修して作った映画館だった。後に作家となる井上ひさしは中学生時代に窓口でアルバイトをしていた。
その後1957年（昭和32年）、現在地にあった一関映画劇場を売却し、東映のロードショー館である一関東映劇場とする。同年には盛岡市に同じ東映系映画館である「盛岡東映」（2004年1月9日閉館）も開業しており、一関市内には同館の他にオリオン座、一関日活劇場、一関文化映画劇場といった映画館も存在していた。
1990年（平成2年）、現在の2スクリーンの映画館に改築し、館名を一関シネプラザに改称。東映の封切館からフリー館に転向し現在に至る。
2011年（平成23年）の東日本大震災発生時は、映写機やスクリーン等が破損するなどの被害を受けたが、愛知県名古屋市のミニシアター「シネマスコーレ」のスタッフや、三重県伊勢市のミニシアター「伊勢進富座」の支配人らの協力を得て再建にこぎ付けた。2012年（平成24年）3月15日には、日本映像職能連合主催の「シネマエール東北」の一環として『フラガール』（監督李相日、2006年）の無料上映会が行われ、日本映画監督協会の理事長を務める崔洋一監督が来館しトークショーを行っている。
秋原北胤監督作『一遍上人』（2012年）の上映時は、同作の主題歌を担当した宇佐元恭一が5月19日に、主演のウド鈴木が5月20日に舞台挨拶で来館している。
2022年（令和4年）3月6日に発生した福島沖を震源とする地震で天井の一部やスピーカーが落下。工事費に600万円以上の費用がかかり、資金的に廃業を検討せざるを得ない状況に。しかし、お客様からの多数の励ましにより、営業再開に向け、クラウドファンディングを実施。662万円の支援が集まり、4月22日から営業を再開した。

## 座席数
| スクリーン  | 座席数 | 備考 |
| ----------- | ------ | ---- |
| シネプラザ1 | 140    |      |
| シネプラザ2 | 70     |      |